# 이석형 (정치인)
이석형(李錫炯, 1958년 11월 7일 ~ )은 대한민국의 정치인이다. 제 41·42·43대 전라남도 함평군수를 지냈다.

## 생애
1958년 11월 7일 전라남도 함평군에서 태어났다. 1998년부터 2010년까지 전라남도 함평군수로 재임하며 함평나비축제를 기획하였다. 특히 민선 4기 선거에서 기초자치단체장에 대한 정당공천제 폐지를 주장하며 민주당을 탈당하여 무소속으로 출마, 당선되었다.

## 약력
- 1971년: 함평서국민학교 졸업
- 1974년: 함평중학교 졸업
- 1978년: 함평농업고등학교 졸업
- 1986년: 전남대학교 농학 학사

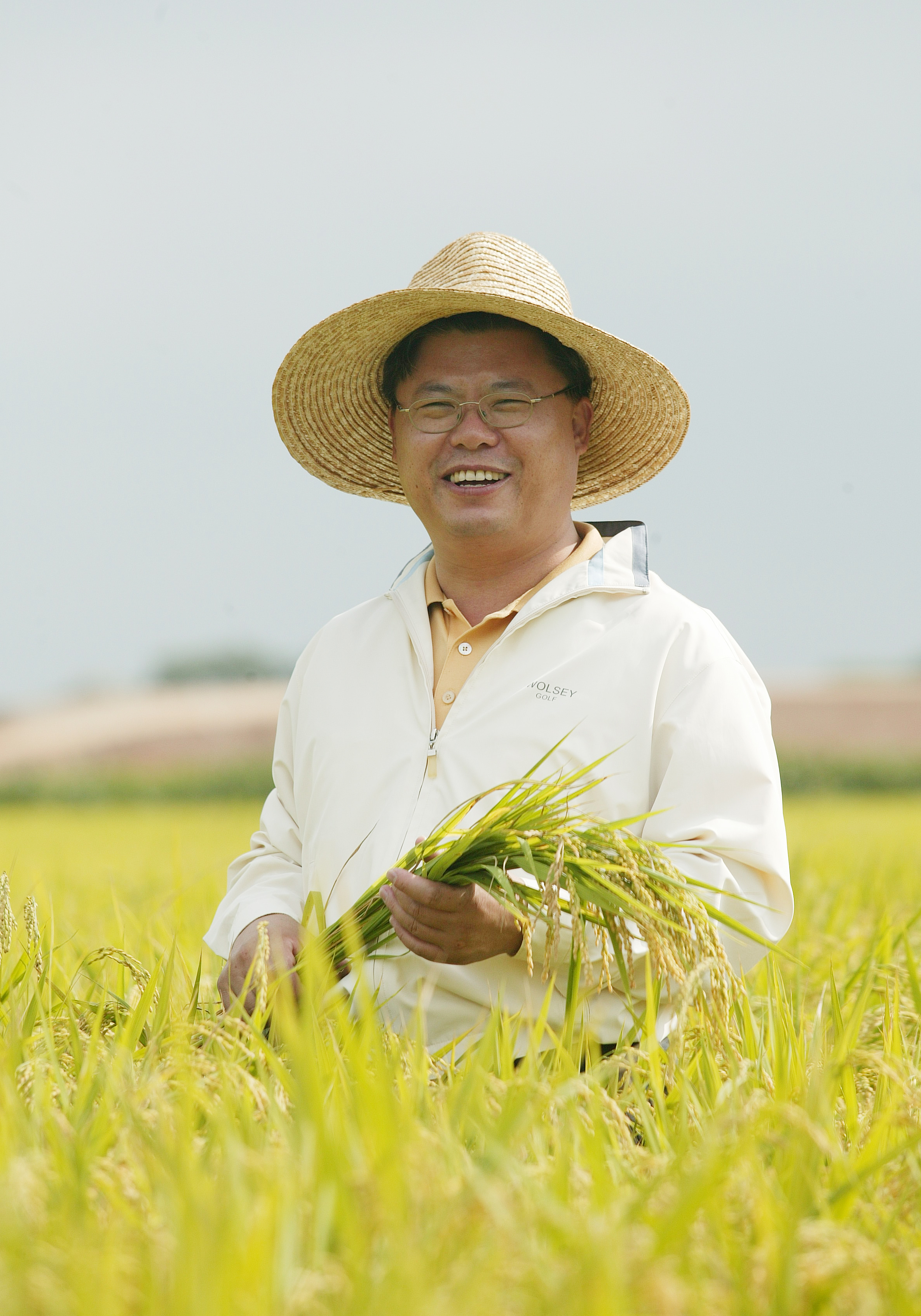
함평군수 재임시절

- 1987년 ~ 1998년: KBS 프로듀서로 재직
- 1998년 7월 1일 ~ 2010년 1월 5일: 제41·42·43대 전라남도 함평군수로 재직
- 2001년: 전남대학교 행정대학원 석사
- 2003년: 전남대학교 농업개발대학원 석사
- 2004년 8월 13일: 농민신문에서 '한국 농업에 영향을 미친 100인'으로 선정[1]
- 2010년 11월 ~ 2013년 5월: 사단법인 밀알중앙회 총재로 재직
- 2012년 1월 : 한국 곤충산업협회 회장
- 2012년 10월 : G20 세계한인동포네트워크 상임대표
- 창의력학교 아띠 교장
- 2014년 11월 ~ 2019년 12월: 제19대 산림조합중앙회 회장으로 재직

## 저서
- 《세상을 바꾸는 나비효과》. 이석형 저. 21세기북스. 2010년. ISBN 9788950921941
- 《내 부모 모시듯, 내 아이 키우듯》. 이석형 저. 포럼. 2012년. ISBN 9788992409667
- 《시대는 장보고를 부른다》. 이석형 저. 다봄. 2014년. ISBN 9791185018140

## 역대 선거 결과
|  | 56.82% |

|  | 73.03% |

|  | 60.27% |

|  | 35.91% |